# Smoleanînove, Novoaidar
Smoleanînove (în ucraineană Смолянинове) este o comună în raionul Novoaidar, regiunea Luhansk, Ucraina, formată numai din satul de reședință.

## Demografie
Componența lingvistică a comunei Smoleanînove
     Ucraineană (90,21%)
     Rusă (9,71%)
     Alte limbi (0,08%)
Conform recensământului din 2001, majoritatea populației comunei Smoleanînove era vorbitoare de ucraineană (90,21%), existând în minoritate și vorbitori de rusă (9,71%).